# Lago Convict
El lago Convict es un lago situado en la cordillera Sherwin, perteneciente a Sierra Nevada, en California, Estados Unidos. Es célebre por la pesca y por el paisaje montañoso que la rodea, como el Monte Morrison). Su superficie está a una altitud de 7850 pies (2393 m).

## Origen de su nombre
El lago Convict aparece con frecuencia en listas de topónimos curiosos. Conocido por los payutes como Wit-sa-nap, recibió su nuevo nombre de los colonos, después de un incidente el 23 de septiembre de 1871, cuando un grupo de convictos escapó de su prisión en Carson City, Nevada. Una partida de Benton, California, dirigida por el ayudante de sheriff George Hightower, encontró a los convictos cerca de la fuente de lo que hoy es el arroyo Convict. Un miembro de la partida, el comerciante de Benton y agente de la Wells Fargo Robert Morrison, resultó muerto durante el enfrentamiento; el monte Morrison recibió su nombre en su honor.

## Deportes
El lago Convict es muy conocido gracias a la pesca deportiva, principalmente la de la trucha arcoíris, la trucha común (introducida desde Alemania) y la de una especie de sucker fish. Debido al gran volumen de pesca en el lago y en el arroyo, durante el verano se lanzan al lago una vez a la semana truchas arcoíris procedentes de viveros cercanos. 
Existen varias rutas para el senderismo. Una de tres millas de recorrido rodea el lago, y otra conecta el lago con la cima de la Sierra.

## Ahogamientos de 1990

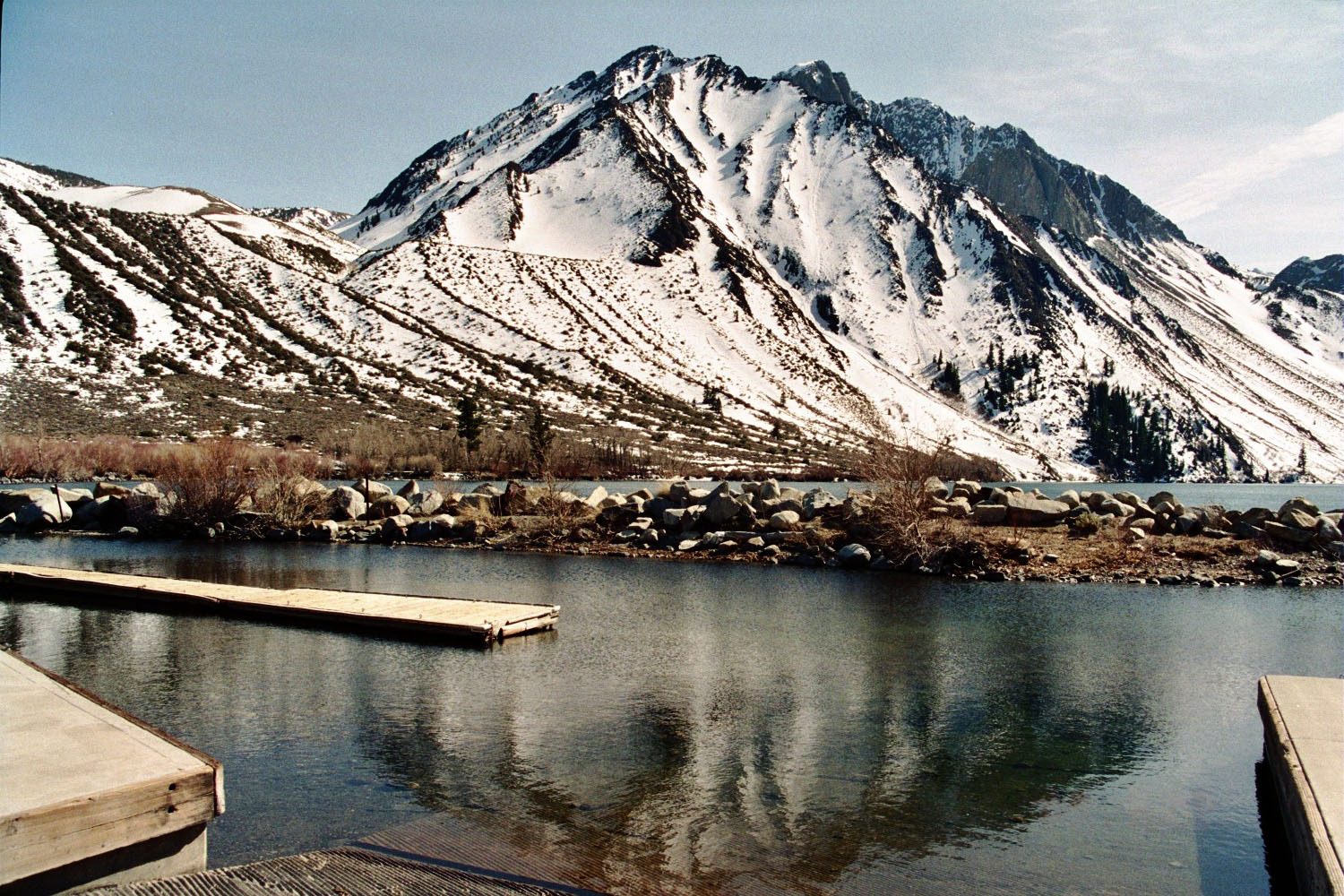
El lago Convict se encuentra frente al Monte Morrison (California)

En febrero de 1990 el lago Convict fue el escenario de un ahogamiento múltiple. Doce jóvenes y dos monitores de un campamento cercano se encontraban allí de excursión en sus vacaciones. Al menos cuatro jóvenes y ambos adultos cayeron al agua al romperse la fina capa de hielo que la recubría. Cuando llegaron los primeros efectivos de rescate, solo uno de los adolescentes había sido capaz de mantenerse a flote, pero el resto de los jóvenes ya se habían perdido de vista, aparentemente ahogados.
En total, tres adolescentes de Camp O'Neal, una institución para delincuentes juveniles situada en las proximidades de Whitmore Hot Springs, y cuatro voluntarios se ahogaron en el agua helada. Otro joven y un jefe de bomberos voluntario fueron rescatados. 
Poco antes de sus muertes, los jóvenes habían sido advertidos de que el hielo era demasiado delgado para soportar su peso, pero al parecer hicieron caso omiso de la advertencia.
Como resultado de los ahogamientos, Camp O'Neal fue objeto de una investigación y posteriormente clausurado por haberse encontrado evidencias de abusos y negligencias.

## En el cine

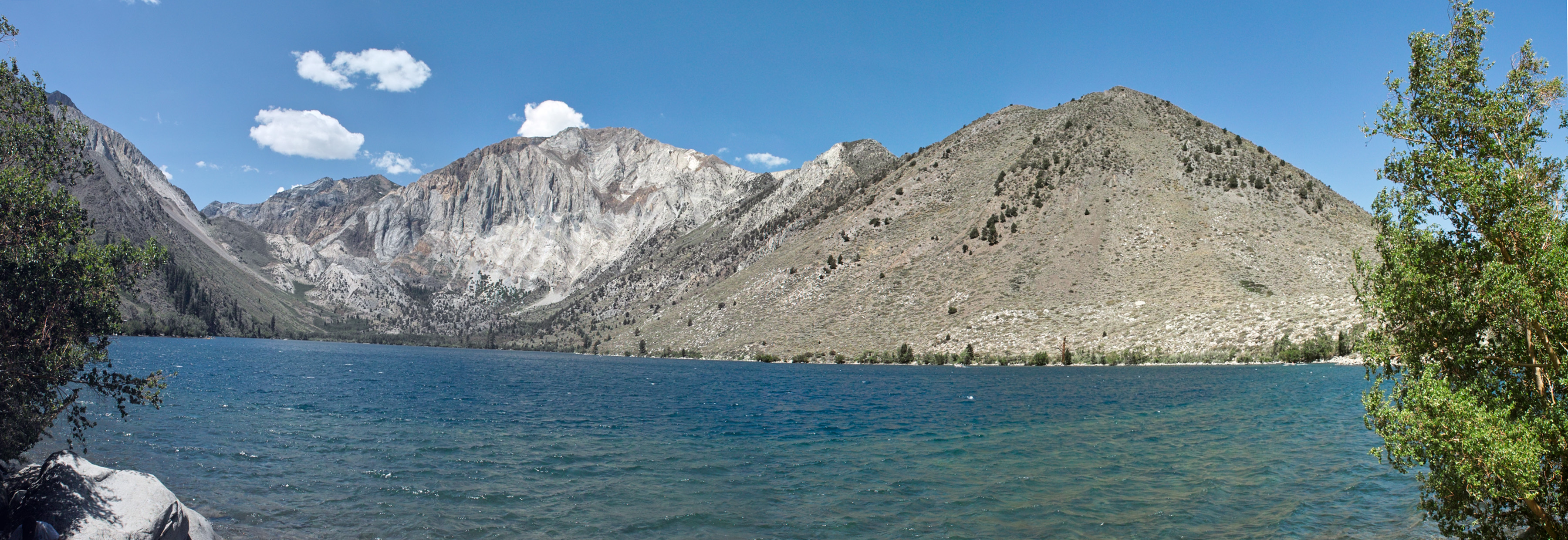
El lago Convict: vista panorámica desde su extremo este

- El western The Border Legion (1924) fue filmado aquí.[9]
- El western The Secret of Convict Lake (1951) se basa en los hechos de 1871.
- El lago Convict aparece en las escenas iniciales del célebre western La conquista del Oeste (1962).
- El western Nevada Smith (1966) se filmó aquí.[9]
- Varias escenas de la película de ciencia ficción Star Trek: insurrección (1998) se filmaron aquí.

## Véase también

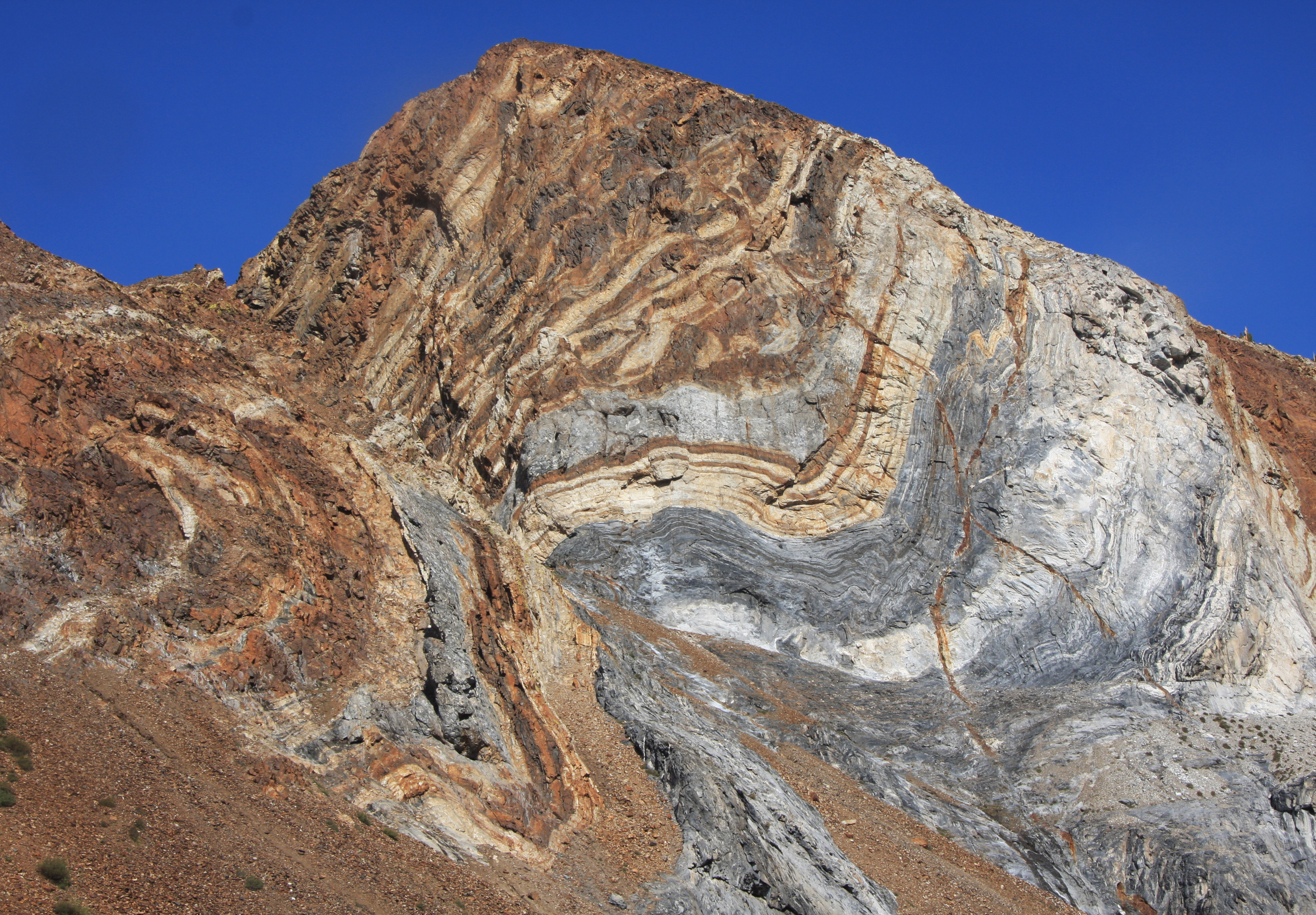
El risco Sevehah, compuesto de roca metamórfica retorcida, proporciona un colorido fondo al lago Convict